# 崑島國家公園

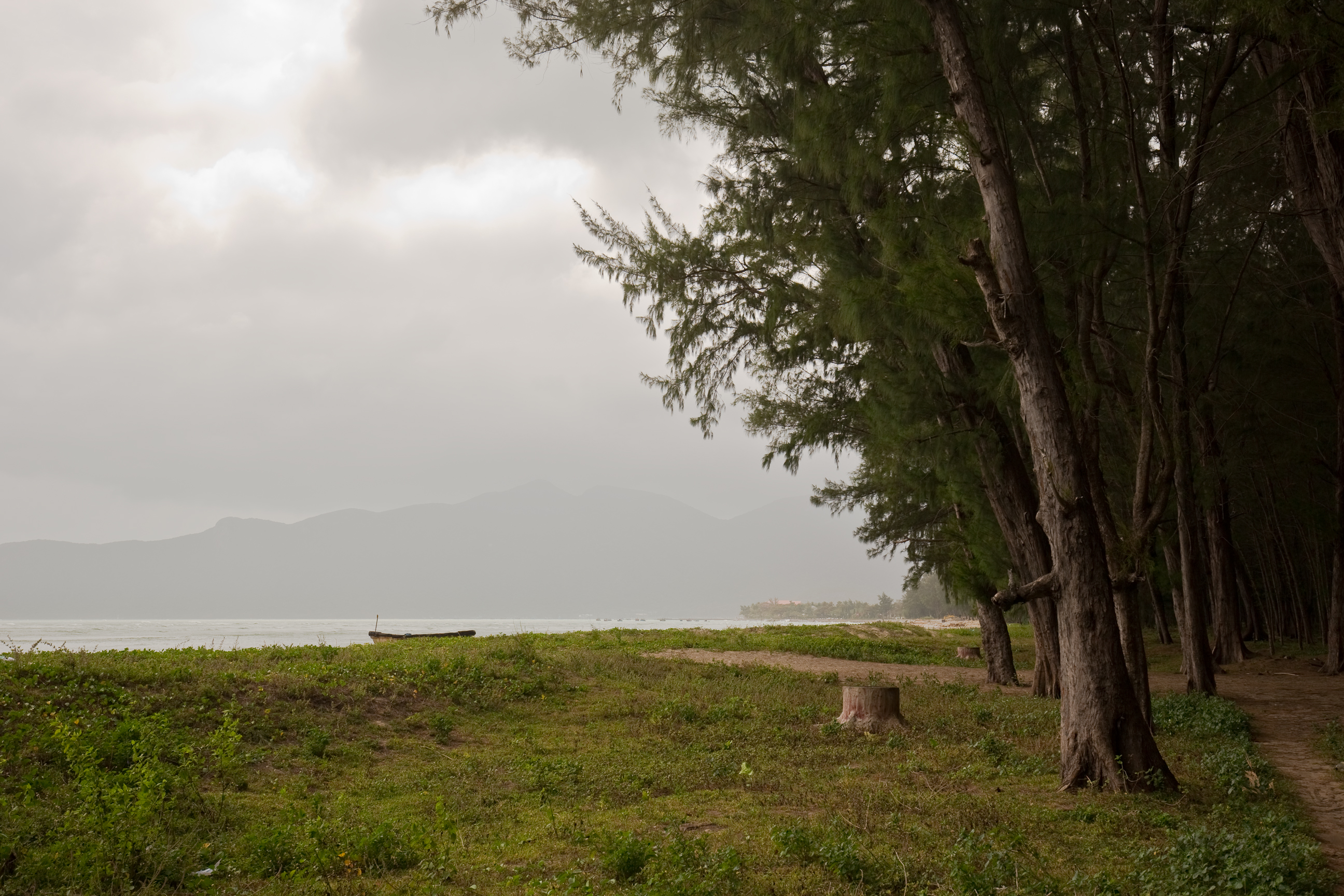

8°41′30″N 106°38′00″E / 8.69167°N 106.63333°E
崑島國家公園是越南的國家公園，位於該國南部，處於崑崙群島，成立於1993年，面積150平方公里，有龜鱉目、海豚、儒艮等海洋動物棲息。